# 國光路
國光路（英語：Guoguang Rd.）為臺灣臺中市的重要道路，大致呈南北向，北連西區林森路，南接大里區中興路一段；此路大部份路段（建成路－大里溪段）屬省道台三線，而本路臺鐵臺中線至忠孝路間的路段在1960年以前稱為民主街。因為此路為大里區與南區的主要道路，再加上多路公車行經，導致此路段通勤時間易塞車。台中捷運橘線計劃沿此路興建。
國光路於復興路至忠孝路間配置雙向四車道及中央綠化安全島；忠孝路至舊旱溪國光橋間則仍有安全島但無綠化設置；國光橋以南直至大里溪上的大里橋則恢復設置綠化安全島，並增寬為雙向六車道。

## 歷史
- 1952年至1957年間：國光路往北打通至忠孝路口，直通民主街。
- 1960年：民主街編整併入國光路，做為1959年9月市議會全市街道路名稱及門牌整編決議之一環[1]。
- 1971年：國光路地下道通車[2]。
- 1981年：國光路大里段開通[3]:38。
- 2019年：國光路地下道進行填平，以配合臺中都會區鐵路高架捷運化計畫[2]。
- 2022年：國光路地下道填平完成，於1月6日舉行典禮[2]。

## 行經行政區域
（由北至南）
- 南區
- 大里區

## 分段
僅在大里段有實施分段制，由南向北分。
- 一段：大里溪－大里路
- 二段：大里路－舊旱溪（南區及大里區交界）

## 本道路客運
臺中市公車
| 編號 | 業者       | 路線                           | 行駛區間         |
| ---- | ---------- | ------------------------------ | ---------------- |
| 23   | 統聯客運   | 中清同榮路口－市立大里高中     | 興大路－大里路   |
| 33   | 台中客運   | 僑光科技大學－高鐵台中站       | 復興路－興大路   |
| 35   | 台中客運   | 僑光科技大學－南區區公所       | 興大路－南門路   |
| 39   | 南投客運   | 立新國小－高鐵台中站           | 東榮路－德芳路   |
| 50   | 統聯客運   | 新民高中－九二一地震教育園區   | 林森路－中興路   |
| 52   | 彰化客運   | 忠明進化建成環線               | 興大路－建成路   |
| 58   | 全航客運   | 大慶活動中心－潭子勝利運動公園 | 大明路－忠明南路 |
| 59   | 統聯客運   | 新民高中－舊正                 | 林森路－中興路   |
| 65   | 全航客運   | 南區區公所－潭雅神綠園道       | 忠明南路－南門路 |
| 73   | 統聯客運   | 統聯轉運站－莒光新城           | 興大路－建成路   |
| 151  | 中台灣客運 | 市警局－兒童藝術館(勝利路)     | 大里溪－大里路   |
| 158  | 全航客運   | 高鐵台中站－竹仔坑             | 興大路－東榮路   |
| 283  | 仁友客運   | 大里仁愛醫院－省議會           | 東榮路－大里路   |

## 沿線設施
（由南到北）
- 大里橋（跨過大里溪）

台中生活圈四號道路
國光路一段（大里區）
中興路二段
- 大里國民運動中心
- 大里運動公園
- iBike大里運動公園
- 臺中市纖維工藝博物館
- 大里區公所（臨時辦公處）

國光路二段（大里區）
- 國光花市
- 肯德基大里國光餐廳
- 新光銀行大里分行
- 麥當勞大里國光店

德芳路一、二段 / 德芳南路
- 國泰世華銀行大里分行
- 中國信託銀行大里分行
- 台北富邦銀行大里分行
- 土地銀行大里分行
- 大里仁愛醫院
- 臺中市政府警察局霧峰分局國光派出所
- 台灣銀行大里分行

大明路
- 大買家國光店（麥當勞大里大買家店）
- 舊旱溪

國光路（南區）
- 國立中興大學獸醫教學醫院

忠明南路
- 國立中興大學
- 永豐銀行興大分行
- 中華郵政國光路郵局
- 興大園道
- 臺中市南區國光國民小學

建成路
- 綠川
- 台灣土地銀行國光分行
- 中華郵政愛國街郵局
- 國泰世華銀行國光分行

復興路
台鐵台中線